# Цруя Шалев
Цруя Шалев (на иврит: צרויה שלו) е израелска писателка, авторка на няколко бестселъра.

## Биография
Родена е в кибуца Кинерет на 13 май 1959 г. Има магистърска степен по библейски изследвания. Работи като литературен редактор на издателство „Кешет“.
Женена е за Аял Меггед, син на писателя и драматург Ахарон Меггед. Неин братовчед е писателят Меир Шалев.
На 29 януари 2004 г., докато се прибира към дома си в Рехавия, Йерусалим, след като е взела детето си от детска градина, палестински атентатор-самоубиец извършва бомбен атентат в градския автобус № 19, покрай който тя преминава. Отнема ѝ 4 месеца да се възстанови от раните си.

## Творчество
Шалев е авторка на 5 романа, стихосбирка и детска книга. Романите ѝ „Любовен живот“ (1997), „Съпруг и съпруга“ (2000), „Тера“ (2005) и „Остатъците от любовта“ (2011) получават радушен прием от критиката в Израел и по света. Преведени са на 21 езика и в няколко страни са бестселъри. Шалев е носителка на златна и сребърна награди на Асоциацията на книгоиздателите, на германската международна литературна награда „Корине“ (2001), на френската награда „Амфи“ и трикратен лауреат на Израелското общество на писателите, композиторите и музикалните продуценти (1997, 2003, 2005). Романът „Съпруг и съпруга“ има номинация за френската награда „Фемина“ (2002) и е включен във френския списък на 200-те най-добри книги на десетилетието.
Романът „Любовен живот“ е нареден от германския вестник Der Spiegel сред 20-те най-добри романа на последните 40 години редом до творби на Сол Белоу и Филип Рот. Романът е и адаптиран за екранизация в едноименния филм – германско-израелска продукция с режисьор Мария Шрадер.
През 2012 г. Цруя Шалев получава наградата „Велт Литературпрайс“ за цялостно творчество на германския вестник Die Welt в признание на нейния великолепен вълшебен език.
През 2015 г. романът „Любовен живот“ е издаден на български в превод на Наташа Колевска-Куртева от издателство „Жанет 45“ в поредицата „Отвъд“.